# Šabtai Šavit
Šabtai Šavit, izraelski obveščevalec in častnik, * 17. julij 1939, Nesher, Palestina, † 5. september 2023, Sicilija, Italija.

## Življenjepis
Služil je v Izraelskem morskem korpusu in elitni enoti Sajeret Matkal.
Na Hebrejski univerzi je diplomiral iz bližnjevzhodnih študij, magisterij pa je opravil na Univerzi Harvad iz javne administracije.
Leta 1989 je postal generalni direktor Mosada; na tem položaju je ostal do leta 1996. Med bivanjem v Kanadi je napisal potopisno knjigo.
Trenutno je predsednik odbora direktorjev ICT.